# Редбурга
Редбурга (Redburga; Raedburh) е франкска принцеса, „regis Francorum sororia“.
Редбурга е вероятно сестра, племенница или зълва на Карл Велики. През 800 г. тя се омъжва за крал Егбърт Уесекски (* между 795 и 806; + 839).
Редбурга е майка на Етелвулф, който идва на престола след баща си (839 – 858). Тя е баба на Алфред Велики, крал на Уесекс (871 – 899/900).